# Видаль, Франсиско Антонио
Франсиско Антонио Видаль Сильва (исп. Francisco Antonino Vidal Silva; 14 мая 1825 — 7 февраля 1889) — политический деятель Уругвая, сенатор, дважды занимал пост президента Уругвая.

## Биография
Родился в 1825 году в Сан-Карлосе, его родителями были Франсиско Антонио Видаль Госенде (министр внешних сношений в 1839-43, военный министр в 1842-43) и Хоакина Сильва Фернандес. В 17 лет отправился на учёбу в Париж, получил медицинское образование.
В 1865 году стал министром в правительстве Венансио Флореса; во время войны с Парагваем отправившийся на фронт Флорес наделил его диктаторскими полномочиями.
Впоследствии был сенатором, в 1870 и 1879 годах возглавлял Сенат. В 1880 году после отставки президента Лоренсо Латторе был избран Генеральной Ассамблеей президентом республики на срок до 1 марта 1883 года, но уже в 1882 году ушёл в отставку, и вместо него президентом стал Максимо Сантос.
В 1886 году вновь был избран президентом Уругвая на четырёхлетний срок, начинающийся с 1 марта, но уже 24 мая ушёл в отставку, а на пост президента вернулся Сантос.
На исходе своей политической карьеры был депутатом от Пайсанду.